# Kartouza

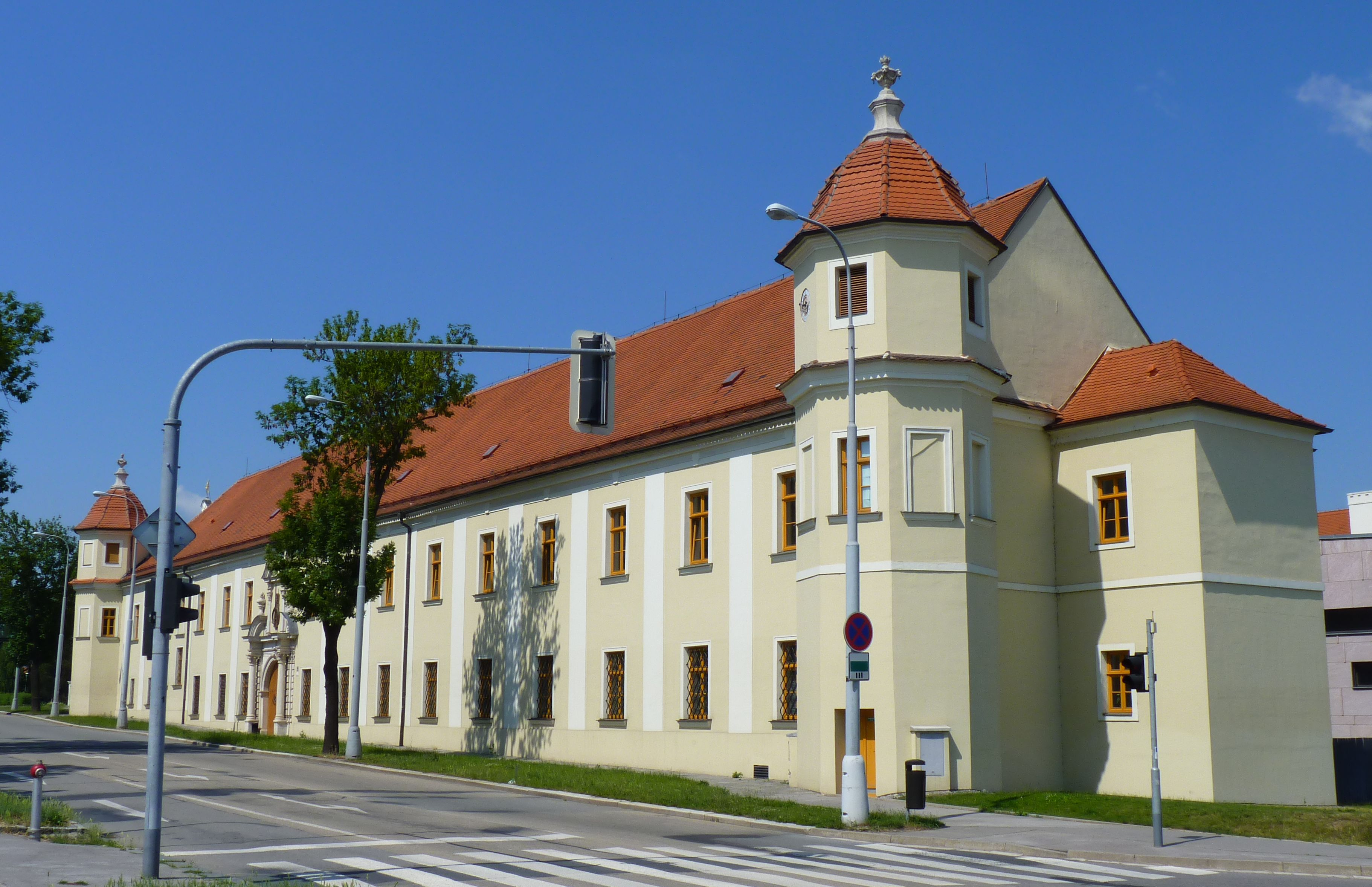
Bývalá kartouza v Brně-Králově Poli, dnes Fakulta informačních technologií

Kartouza je obecné označení pro klášter řádu kartuziánů. Název je odvozen od jména francouzského hlavního kláštera řádu ležícího v pohoří Chartreuse (latinsky Cartusium), který je zároveň sídlem generálního převora tohoto řádu a kterému patří čestné pojmenování Velká Kartouza (Grande Chartreuse).

## Charakteristika

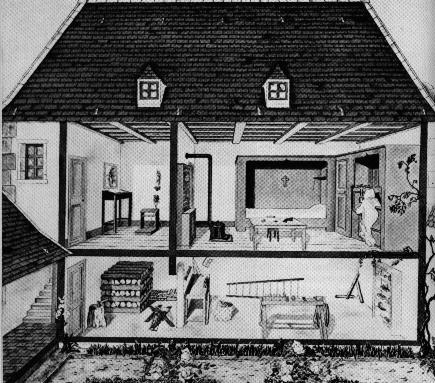
Kartuziánská cela (domek) v přízemí s dílnou a zahrádkou

Kartouzy byly původně budovány v odlehlých horských a jiných pustých oblastech. I uspořádání kláštera odpovídalo polopoustevnickému způsobu života. Kromě obvyklých klášterních částí obsahovala kartouza velkou křížovou chodbu, okolo které byly umístěny cely řeholníků. Ty tvořily malé domky se zahrádkou, kde trávili většinu času v osamění. Domek se dělil na předsíň zvanou Ave Maria, obytnou místnost zvanou cubiculum a dílnu, často uspořádané do dvou pater.
Kromě profesů (otců), kteří složili slavné sliby, byli členy i laičtí bratři, kteří žili v celách ve společné budově. Obydlí otců a bratří byla od sebe někdy (jako ve Velké kartouze) značně vzdálená.
Později se kartouzy zakládaly i v blízkosti měst (pařížská kartouza 1257, smíchovská 1342 aj.), kde musely být stavebně přizpůsobeny, aby bylo dodrženo odloučení od okolí. Někdy se také odkláněly od typické jednoduchosti a strohosti k větší zdobnosti, jako například klášter Miraflores s kastilskou královskou hrobkou.

## Vkultuře
- Kartouza parmská – Stendhalův román a stejnojmenný film